# Claude Nicollier
Claude Nicollier (ur. 2 września 1944 w Vevey) – szwajcarski fizyk, pilot i astronauta.

## Życiorys
Od 1966 służył jako pilot w szwajcarskich siłach powietrznych, w 1970 ukończył fizykę na Uniwersytecie w Lozannie, w 1974 Szwajcarską Szkołę Transportu Lotniczego w Zurychu, a w 1975 astrofizykę na Uniwersytecie Genewskim. Od 1976 pracował w Europejskiej Agencji Kosmicznej w Noordwijku jako specjalista badań i ich udogodnień. 18 maja 1978 został wybrany przez Europejską Agencję Kosmiczną jako kandydat na specjalistę ładunku, w lipcu 1980 NASA wysłała go do Centrum Lotów Kosmicznych imienia Lyndona B. Johnsona w Houston, gdzie przeszedł szkolenie na specjalistę misji wraz z innymi kandydatami na astronautów. Był specjalistą misji w czterech lotach kosmicznych, spędzając w kosmosie łącznie 42 dni, 12 godzin i 3 minuty.
Jego pierwszą misją była STS-46 trwająca od 31 lipca do 8 sierpnia 1992 - 7 dni, 23 godziny i 15 minut. Kolejna, STS-61, trwała od 2 do 13 grudnia 1993 - 10 dni, 19 godzin i 58 minut. Trzeci lot kosmiczny (misja STS-75) odbywał w dniach od 22 lutego do 9 marca 1996; trwał 15 dni, 17 godzin i 40 minut. Od 20 do 28 grudnia 1999 brał udział w swojej czwartej i ostatniej misji, STS-103, trwającej 7 dni, 23 godziny i 10 minut.
W 2000 został przydzielony do działu odpowiadającego za spacery kosmiczne (Extravehicular Activity branch), pozostając nadal czołowym astronautą Europejskiej Agencji Kosmicznej w Houston. W 2004 w stopniu kapitana odszedł ze szwajcarskich sił powietrznych, a w 2007 z Europejskiej Agencji Kosmicznej, po czym został profesorem Politechniki Federalnej w Lozannie, gdzie wykłada na kursach misji i operacji kosmicznych.
Stowarzyszenie Uczestników Lotów Kosmicznych (Association of Space Explorers) przyznało mu Universal Astronaut Insignia za lot orbitalny (nr 277).